# Vulkan (mitologija)
Vulkan je u rimskoj mitologiji sin Jupitera i Junone, te Venerin muž. Bio je bogom vatre i vulkana. U grčkoj mitologiji pandan mu je Hefest.
Vulkan živi u Etni i ondje izrađuje munje za Jupitera i heroje. Također, sagradio je bogovima palače na planini Olimp, te je naprvio prvu ženu  Pandoru za osvetu ljudima. Vulkanov brat je Mars. Vulkanov kip u Birminghamu, u Alabami, je najveća željezna statua na svijetu.
Po Vulkanu je nazvan i hipotetski planet za kog se vjerovalo da postoji u orbiti između Merkura i Sunca.
Vulkan se štovao na godišnjem festivalu 23. kolovoza kada su mu žrtvovane ribe, a festival se zvao Volcanalia. Vulkanovo najstarije svetište u Rimu se zove Volcanal. Vulkan je imao hram u Campus Maximusu. Vulkan je slavljen za najvećih ljetnih vrućina, kada je postojala opasnost od spaljivanja usjeva. Nakon velikog požara za vrijeme Nerona, počeo se jako štovati.[nedostaje izvor]